# Uchoa Futebol Clube
O Uchoa Futebol Clube é um clube brasileiro de futebol da cidade de Uchoa, no estado de São Paulo. Fundado em 3 de janeiro de 1940, suas cores são preta, vermelha e branca; o formato de seu escudo e o modelo do uniforme principal são semelhantes ao do São Paulo Futebol Clube.

## História
O clube teve seis participações das divisões menores do Campeonato Paulista de Futebol, mas nunca esteve na primeira divisão. Suas duas últimas apresentações ocorreram nos anos de 1980 e 1991. Apesar da desativação do futebol profissional, ainda mantém sua sede administrativa no centro da cidade.

## Participações em estaduais
Profissional
Sua estreia no profissional, em 1948, na Segunda Divisão terminou como o lanterna da Série Branca, somando apenas 17 pontos.
O time jogou contra Linense, Rio Preto, Noroeste, Bauru AC, Internacional de Limeira, Prudentina, Ferroviária de Botucatu, São Paulo de Araçatuba, América de São José do Rio Preto, Corinthians de Presidente Prudente, Bandeirante de Birigui, XV de Jaú e São Manuelense.
No ano seguinte, em 1949, o Uchoa acabou como campeão da Série Ouro, indo para a fase final disputada com os  campeões das demais séries: Guarani, Linense e Batatais.
Infelizmente, o Uchoa ficou em último no quadrangular, perdendo o acesso para o Guarani. Além dos três finalistas, o Uchoa enfrentou Internacional de Bebedouro, São Paulo de Araraquara, XV de Jaú, Internacional de Limeira, Paulista de Araraquara, América de São José do Rio Preto, Rio Claro, Velo Clube, Rio Preto, Ararense e Comercial de Limeira.
Nas duas temporadas seguintes, o Estádio Municipal Leonildo João Birolli presenciou campanhas regulares, sem conseguir se classificar para as fases finais.
Depois disso, o time ainda disputaria competições profissionais em 1980 (na terceira divisão) e em 1991 quando disputou um torneio qualificatório com AA Itararé, AA Ituveravense, Ranchariense, Beira-Rio de Presidente Epitácio, Embu-Guaçu, Operário de Tambaú, Flamengode Pirajuí, GE Atibaiense, GE Monte Aprazível, Guarani Saltense, Itaquaquecetuba, José Bonifácio e Auriflama.
- Campeonato Paulista da Segunda Divisão: 1948, 1949, 1950 e 1951.
- Campeonato Paulista da Terceira Divisão: 1980.
- Campeonato Paulista da Quarta Divisão: 1991 (seletivo).[2]